# Oman Air
Oman Air (code AITA : WY ; code OACI : OMA), fondée en 1993, est la compagnie aérienne nationale du Sultanat d'Oman. Elle exploite des vols internationaux à partir de la capitale Mascate vers plus de 40 destinations à travers le monde.

## Histoire
Le vol inaugural d’Oman Air a lieu en mars 1993, reliant la capitale à Salalah à bord d’un Boeing 737-300 pris en leasing. Quatre mois plus tard, la compagnie lance sa première route internationale vers Dubaï, suivie par une autre vers l’Inde en novembre, puis par le Koweït et le Pakistan en janvier 1994. En 1995, deux Airbus A320 ont été loués avec équipage à Region Air de Singapour pour remplacer les 737. Elle devient membre de l'IATA en octobre 1998. En mai 2007, le gouvernement annonce son retrait du capital de Gulf Air pour se concentrer sur Oman Air. Cette même année, la compagnie se lance dans les vols longs-courriers, vers Londres et Bangkok.

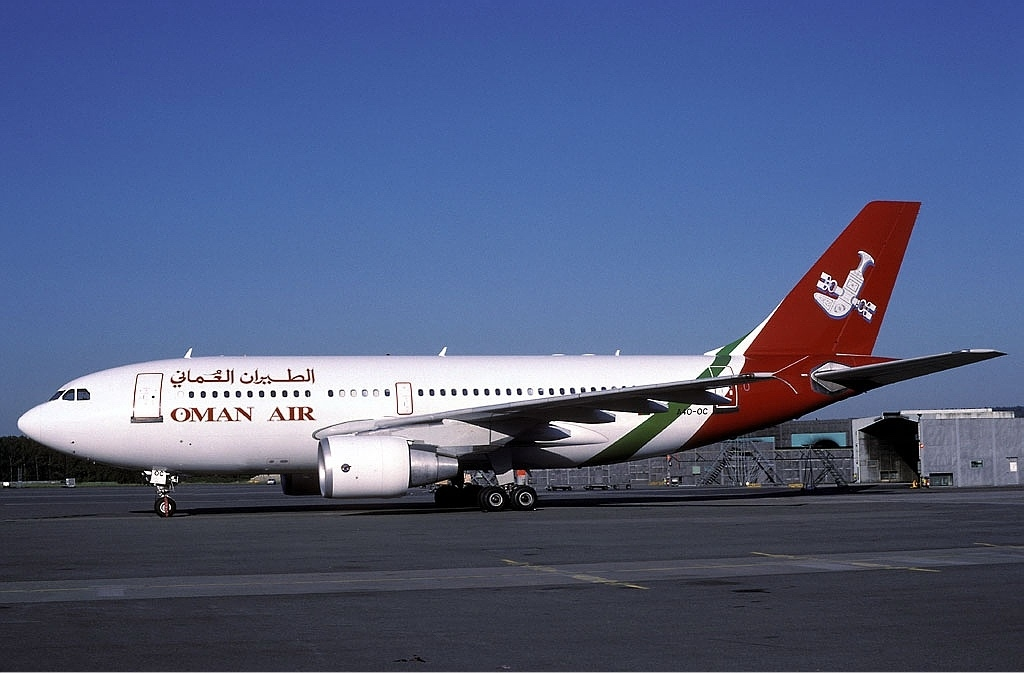
Airbus A310-300 d'Oman Air en 2000
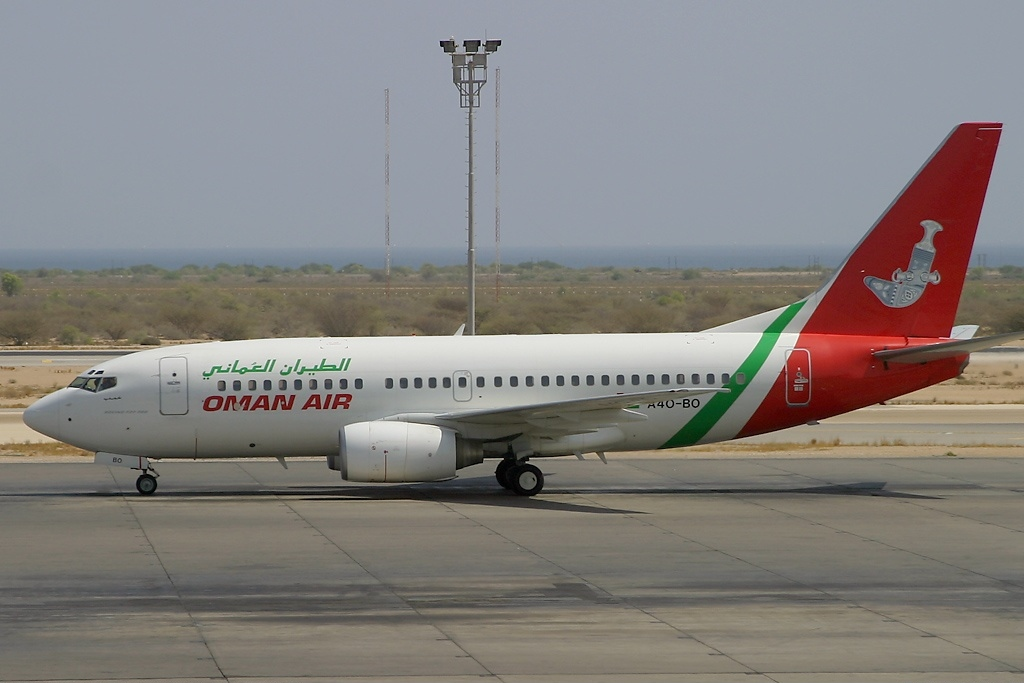
Boeing 737-71M en 2004

En mars 2007, le gouvernement omanais a recapitalisé la compagnie aérienne, ce qui a vu le gouvernement augmenter sa participation d'environ 33% à 80. Oman Air prévoit de réévaluer ses plans stratégiques, avec une possibilité d'entrer sur le marché long-courrier. Cela s'est traduit notamment en mai 2007 lorsque le Sultanat d'Oman s'est retiré de Gulf Air pour se concentrer sur le développement d'Oman Air, faisant de Gulf Air une compagnie aérienne exclusivement bahreïnite. Oman Air a commencé ses services long-courriers le 26 novembre 2007 en lançant des vols vers Bangkok et Londres.
En 2008, Oman Air transporte un peu moins de 2 millions de passagers.

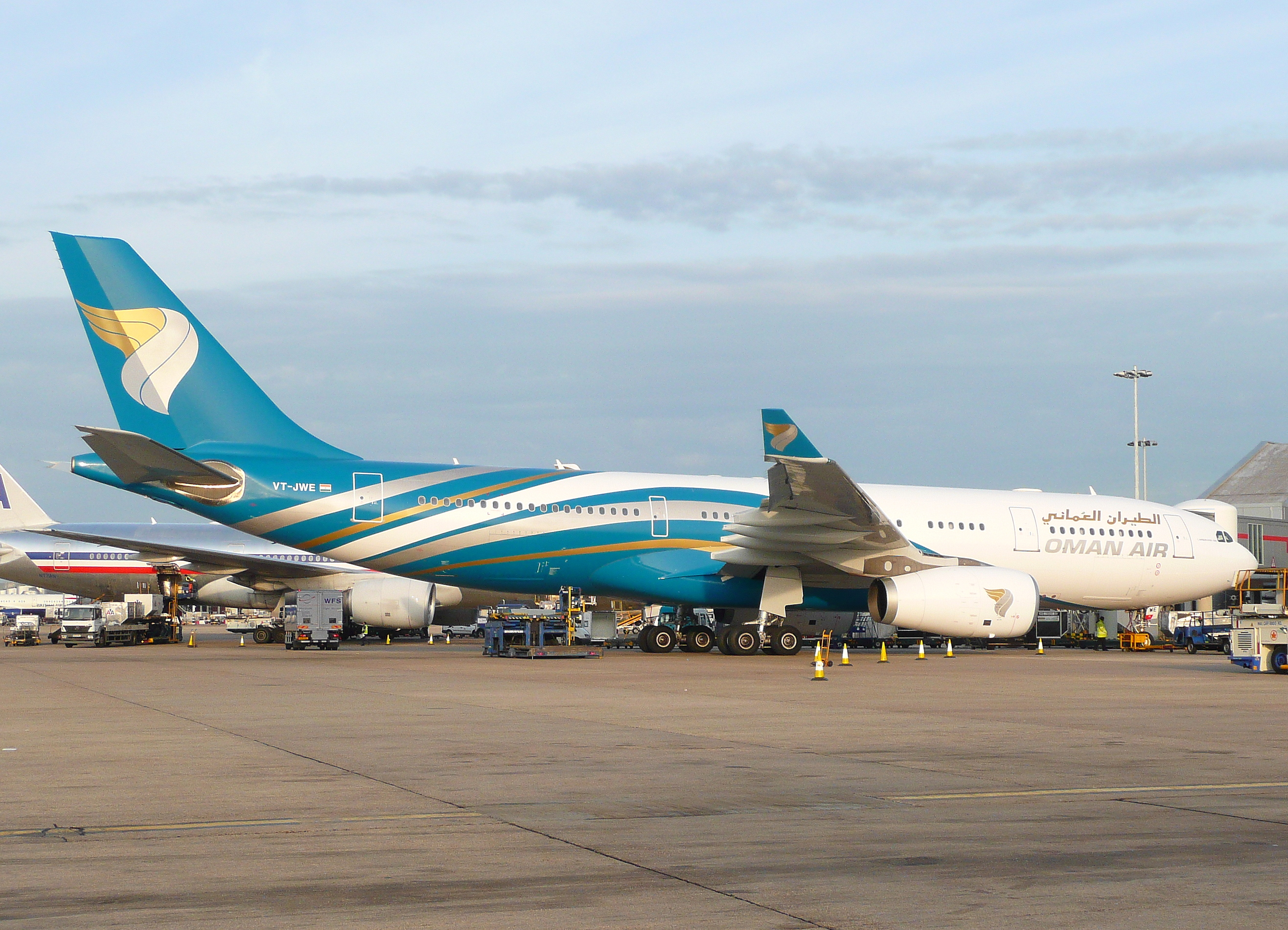
Un Airbus A330 loué à Jet Airways

Le 2 avril 2007, Oman Air a annoncé avoir passé une commande ferme auprès d'Airbus pour 5 Airbus A330 à livrer en 2009. Lors du salon aéronautique de Dubaï 2009, Oman Air a finalisé la commande, qui concernait 3 A330-300 et 2 A330-200. Les livraisons ont commencé au troisième trimestre de 2009. En février 2009, Oman Air a annoncé son intention de louer 2 autres A330-200 à Jet Airways. Pendant le salon aéronautique de Dubaï 2009, Oman Air Air a également finalisé une commande de cinq avions Embraer 175 avec 5 autres options, que la compagnie aérienne a reçues à partir de 2011.
En mars 2010, Oman Air est devenue la première compagnie aérienne au monde à offrir à la fois des services de téléphonie mobile et Internet Wi-Fi sur certaines liaisons,, En novembre 2010, le gouvernement omanais détenait une participation de 99,8% dans la compagnie aérienne. En 2011, Oman Air a remporté le prix d'Or de la « Compagnie aérienne de l'année » au Laurier d'Or du Voyage d'Affaires.
Elle est classée compagnie "quatre étoiles" par Skytrax depuis 2011. En mars 2011, 200 employés de la compagnie aérienne ont organisé un sit-in devant le siège d'Oman Air en exigeant des augmentations de salaire et des promotions,.
En 2012, le nombre de passagers passe 4,43 millions pour un chiffre d'affaires de $899 millions, mais une perte opérationnelle de $251 millions.
| - ATR 42 - Embraer 170 |

En septembre 2013, le PDG aurait déclaré qu'Oman Air envisageait de passer à une flotte de 50 avions d'ici 2017 En avril 2015, Oman Air a annoncé qu'elle supprimerait progressivement ses petits avions pour se concentrer sur une flotte entièrement d'Airbus et de Boeing. Les 2 avions ATR 42-500 ont été retirés à la fin de 2015, tandis que les 4 Embraer 175 et les Boeing 737-700 seront retirés d'ici la fin de 2016. En avril 2017, Oman Air a annoncé son intention de remplacer les A330 par des Airbus A350 ou des Boeing 787.
En 2014, le sultanat décide de privatiser Oman Air en procédant d'abord à la restructuration de l'entreprise en 3 filiales : services au sol, transport de fret et transport de passagers. Les 3 entités seront revendues individuellement selon les résultats financiers de chacune. Cette même année, Oman Air affiche des pertes de 231 millions d'euros, dans un contexte de rétractation graduelle des subventions publiques.
En juin 2015, Oman Air choisit le système multimédia Avant du groupe Thales pour équiper ses avions.

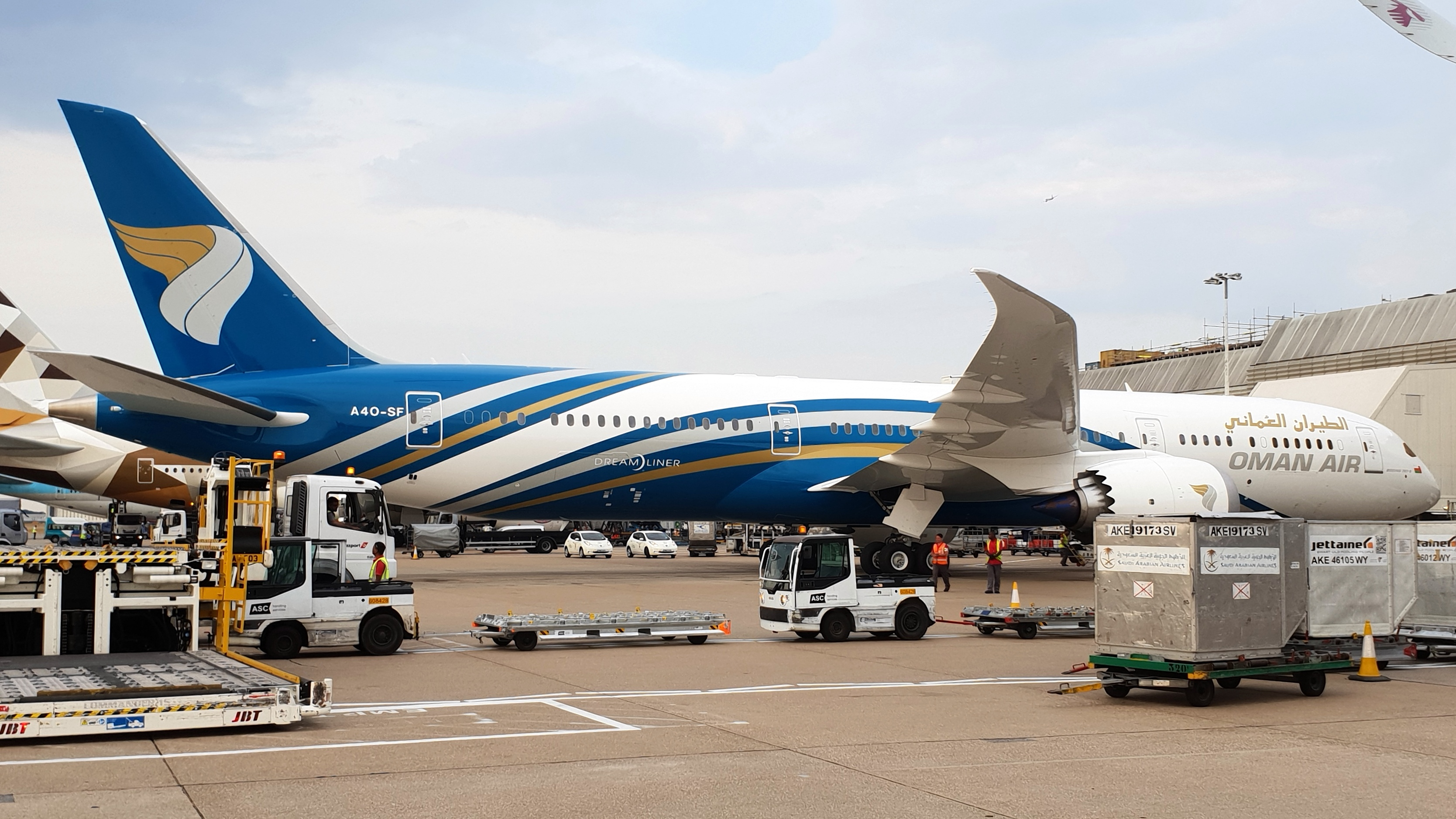
Un Boeing 787-9 de la compagnie à Londres Heathrow

Début 2016, le gouvernement profite de la chute des prix du baril pour couper complètement ses subventions publiques à la compagnie aérienne.
En juillet 2017, Oman Air a reçu le prix du "Meilleur service de personnel de compagnie aérienne au Moyen-Orient" aux Skytrax World Airline Awards. En outre, en septembre de cette même année, les Seven Stars Luxury Lifestyle and Hospitality Awards l'ont nommée « Meilleure compagnie aérienne en Europe, au Moyen-Orient et en Afrique » pour la deuxième année consécutive.
En octobre 2018, le PDG d'Oman Air Abdulaziz bin Saud al Raisi a annoncé que les compagnies aériennes avaient l'intention d'ajouter plus de 60 nouvelles destinations et 70 avions d'ici 2022.
En juin 2019, l'Association du transport aérien international (IATA) a accordé la certification de niveau 4 Nouvelle capacité de distribution (NDC) à la compagnie aérienne nationale du Sultanat d'Oman. Le transporteur est devenu l'une des premières compagnies aériennes à fonctionner selon les dernières normes, ajoutant le titre à sa certification NDC de niveau 3 existante.

## Destinations
Oman Air dessert 38 destination dans 23 pays, ainsi que deux destinations intérieures depuis Mascate (Salalah et Khasab).

### Asie
| Asie - Chittagong - Canton (arrêté) - Bangalore, Calicut, Chennai, Dehli, Hyderabad, Jaipur, Cochin, Kozhikode, Lucknow, Bombay, Thiruvananthapuram - Jakarta - Kuala Lumpur - Malé (arrête) - Katmandou (arrêté) - Colombo - Bangkok | Proche et Moyen-Orient - Beyrouth (arrêté) - Dammam, Djeddah, Riyad - Bahreïn - Abou Dhabi, Dubaï - Téhéran - Amman - Koweït - Islamabad, Karachi - Doha |

### Europe
- Francfort, Munich
- Paris
- Milan
- Londres
- Zurich

### Afrique
- Le Caire
- Nairobi
- Casablanca
- Dar es Salaam, Zanzibar

## Partenariats

### Partage de codes
Oman Air partage ses codes avec :
- Emirates
- Ethiopian Airlines
- Etihad Airways
- Garuda Indonesia
- Gulf Air
- Kenya Airways
- KLM
- Lufthansa
- Malaysia Airlines
- Qatar Airways
- Royal Jordanian
- Saudia
- Singapore Airlines
- SriLankan Airlines
- Thai Airways
- Turkish Airlines
- Uzbekistan Airways

Oman Air possède en outre des accords interlignes avec 65 compagnies aériennes, et propose d'autre part l'accès à ses vols depuis 19 villes françaises via TGVair, et depuis la province allemande avec Deutsche Bahn.

## Flotte
En janvier 2025, Oman Air exploite les appareils suivants :
En novembre 2011, Oman Air a commandé six Boeing 787-8. Le premier a été livré le 6 octobre 2015.
Fin mars 2015, la compagnie commande vingt Boeing 737 MAX.
En mai 2016, Oman Air signe avec ALC le leasing de 2 Boeing 787 supplémentaires livrables en 2018 et 2020.

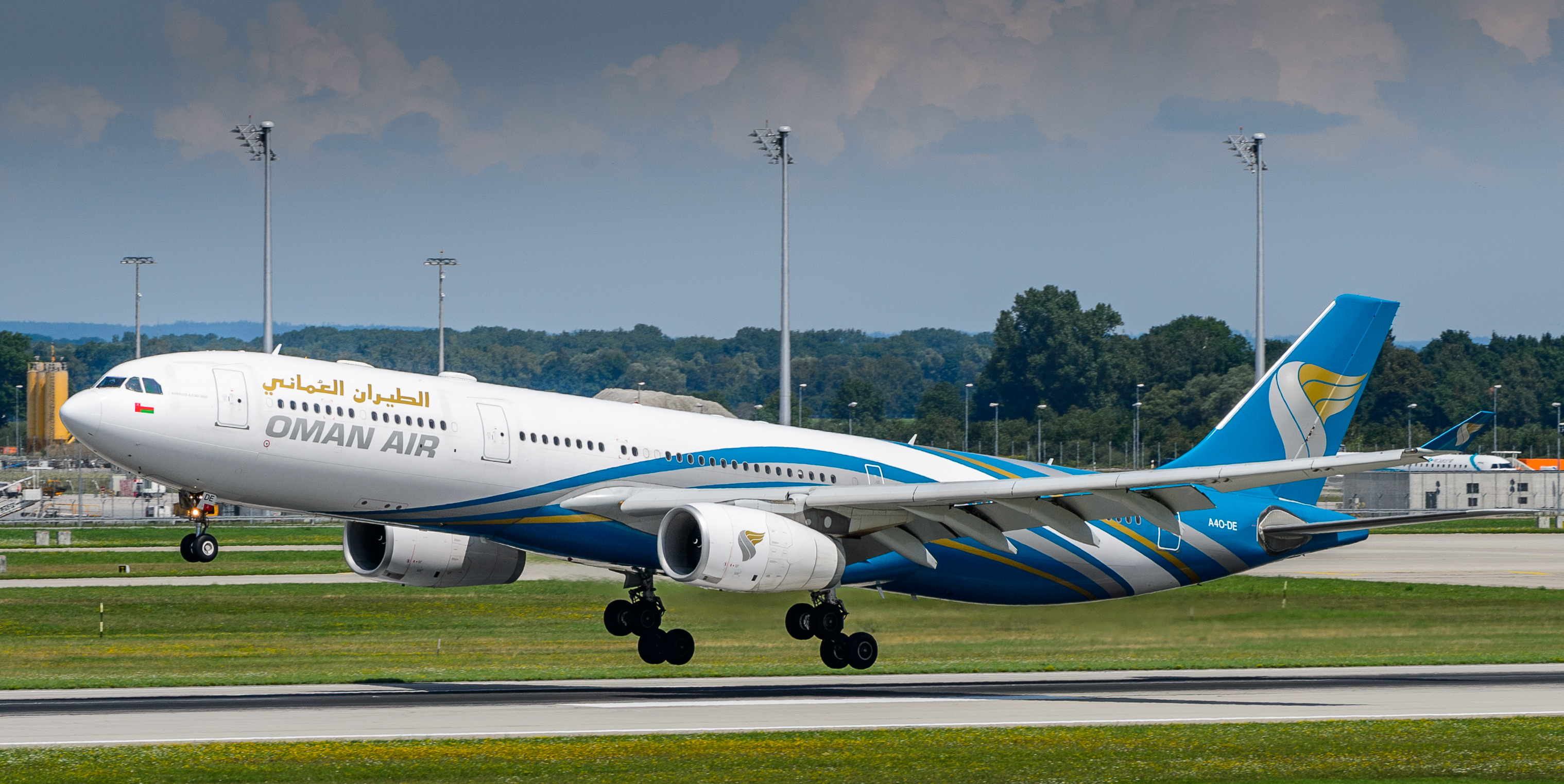
Airbus A330-300 aux nouvelles couleurs
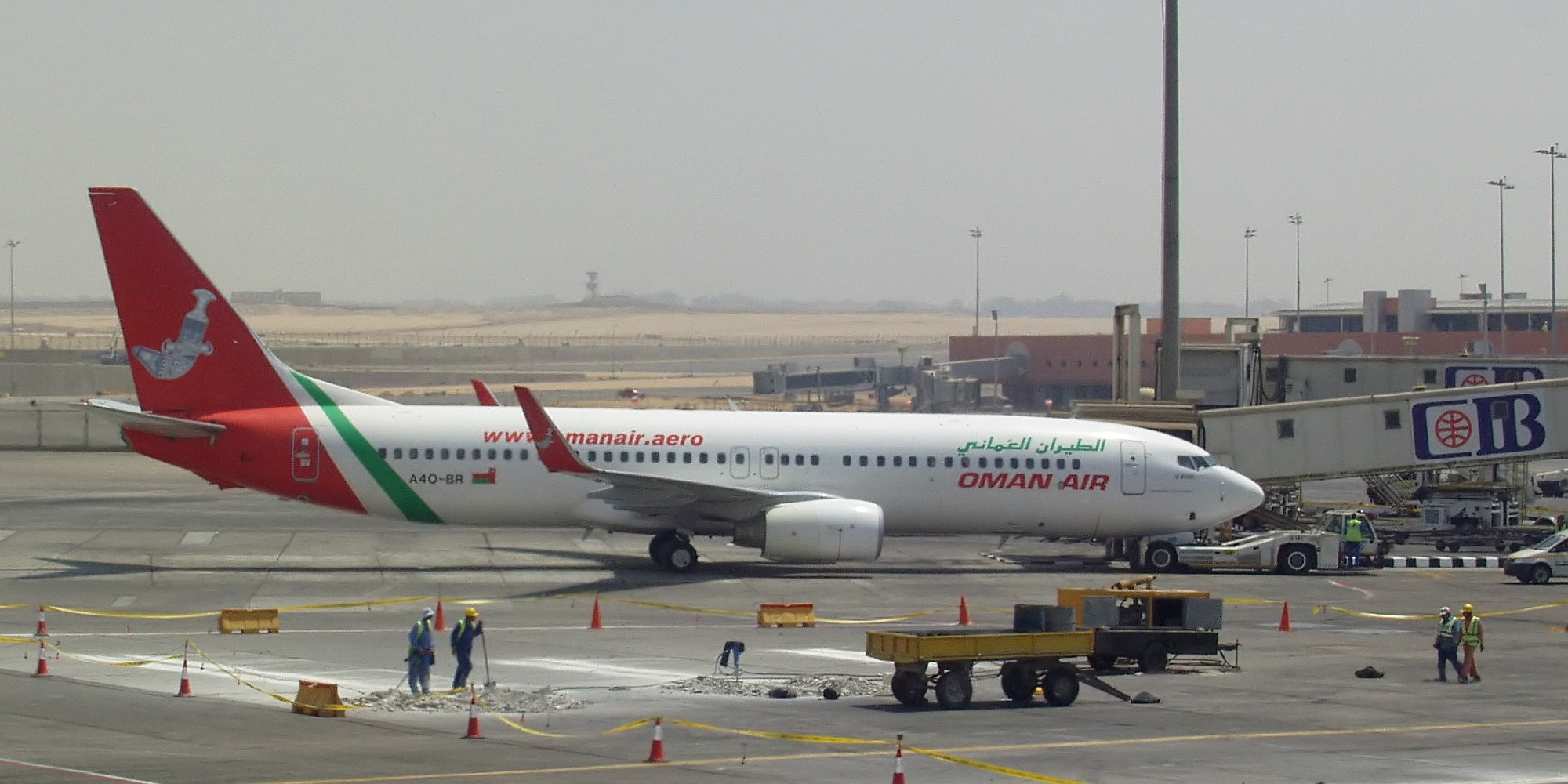
Boeing B737-800 aux anciennes couleurs

## Incidents
En janvier 2015, l'Airbus A330-300 du vol WY131 reliant Mascate à Paris CDG s'est inexplicablement dévié du taxiway et embourbé dans les pelouses environnantes, provoquant la fermeture de la voie de circulation.
En décembre 2015, le commandant du Boeing 737-800 du vol WY374 reliant Colombo à Mascate décide d'un dégagement vers l'aéroport de Bombay à la suite d'une suspicion de fuite de carburant sur l'un de ses deux moteurs.
En avril 2016, lors de l'atterrissage du vol WY635 reliant Mascate à Abu Dhabi, plusieurs pneus ont éclaté. 150 personnes et 7 membres d'équipage étaient à bord, l'incident étant sans conséquences.

### Pages connexes
- Aéroport international de Mascate